# Devět provincií
Devět provincií (čínsky v českém přepisu ťiou čou, pchin-jinem Jiǔ Zhōu, znaky 九州), někdy také Devět regionů (čínsky v českém přepisu ťiou jü, pchin-jinem Jiǔ Yù, znaky 九域), je pojem užívaný ve starověké čínské historiografii pro popis územního členění Číny v dobách dynastií Sia a Šang. Podle čínských tradic Devět provincií uspořádal král Jü Veliký, mytický zakladatel dynastie Sia.
Podle pověstí bylo během vlády Jü Velikého také odlito devět trojnožek, které symbolizovaly jeho suverenitu nad Devíti provinciemi.

## Seznam provincií
| Zdroj                       | Provincie                                                                            |
| --------------------------- | ------------------------------------------------------------------------------------ |
| Jü-kung, Kniha Sia, Šu-ťing | Ťi-čou, Jen-čou, Čching-čou, Sü-čou, Jang-čou, Ťing-čou, Jü-čou, Liang-čou, Jung-čou |
| Er-ja                       | Ťi-čou, Jen-čou, Sü-čou, Jang-čou, Ťing-čou, Jü-čou, Jung-čou, Jou-čou, Jing-čou     |
| Čouské obřady               | Ťi-čou, Jen-čou, Čching-čou, Jang-čou, Ťing-čou, Jü-čou, Jou-čou, Jung-čou, Ping-čou |
| Letopisy pana Lü            | Ťi-čou, Jen-čou, Čching-čou, Sü-čou, Jang-čou, Ťing-čou, Jü-čou, Jou-čou, Jung-čou   |